# Hammad Miah
Hammad Miah (Hertford, 6 luglio 1993) è un giocatore di snooker inglese.

## Carriera

### Stagione 2013-2014: L'esordio nel Main Tour
Nato da genitori provenienti dal Bangladesh, Hammad Miah esordisce tra i professionisti nella stagione 2013-2014. Riesce a qualificarsi per l'Indian Open battendo Jimmy Robertson per 4-3, nel turno preliminare. Nel tabellone principale sconfigge Chen Zhe con lo stesso punteggio, uscendo poi al secondo turno per mano del giocatore di casa Aditya Mehta. L'inglese partecipa anche allo UK Championship, al Welsh Open e al China Open, dove viene sempre eliminato al primo turno.

### 2014-2016
Dopo una pessima stagione 2014-2015, Miah perde il posto nel Main Tour, rientrandoci all'inizio della 2016-2017, grazie ai buoni risultati ottenuti nella Q School 2016.

### 2016-: Il rientro tra i professionisti
Nella stagione 2016-2017 vince solo due incontri, i primi turni dello UK Championship e del Gibraltar Open. Nelle annate successive raggiunge per due volte il terzo turno (all'English Open 2017 e al Northern Ireland Open 2018) e per una volta il quarto (al Paul Hunter Classic 2018).

## Ranking[9]
| Stagione  | Ranking iniziale | Ranking finale |
| --------- | ---------------- | -------------- |
| 2013-2014 | Non classificato | 104            |
| 2014-2015 | 77               | 100            |
| 2016-2017 | Non classificato | 85             |
| 2017-2018 | 71               | 78             |
| 2018-2019 | Non classificato | 119            |
| 2019-2020 | 89               |                |